# (26195) Černohlávek
(26195) Černohlávek, désignation internationale (26195) Cernohlavek, est un astéroïde de la ceinture principale.

## Description
(26195) Cernohlavek est un astéroïde de la ceinture principale. Il fut découvert le 1er mars 1997 à l'Observatoire d'Ondřejov par Petr Pravec. Il présente une orbite caractérisée par un demi-grand axe de 2,22 UA, une excentricité de 0,06 et une inclinaison de 4,1° par rapport à l'écliptique.

## Compléments